# Yann Genty
Yann Genty (Enghien-les-Bains, 26 de dezembro de 1981) é um handebolista profissional francês, campeão olímpico.

## Carreira
Genty conquistou a medalha de ouro com a Seleção Francesa de Handebol Masculino nos Jogos Olímpicos de Verão de 2020 em Tóquio, após derrotar a equipe dinamarquesa na final da competição por 25–23.